# 肉の蝋人形 (1933年の映画)
『肉の蝋人形』（にくのろうにんぎょう、原題: Mystery of the Wax Museum）は、1933年に公開された、『カサブランカ』で有名なマイケル・カーティスが監督したミステリー・ホラーのテクニカラー映画である。

## あらすじ
舞台は1921年のロンドンから始まり、記者フローレンス・デンプシー（グレンダ・ファレル）が新しい蝋人形館の開館と同時に起きた連続殺人事件を解く場所である、1933年のニューヨークに移る。
イワン・イゴール（ライオネル・アトウィル）は、1921年のロンドンで蝋人形館を開いている彫刻家。人々が気味悪がった故に人気がなくなって事業に失敗した際、彼の投資パートナーであるジョー・ワース（エドウィン・マクスウェル）は1万ポンドの保険金目当てに蝋人形館を焼き払おうとする。しかし、イゴールがそうはさせまいとして、ワースとけんかになる。イゴールが殴られて気絶した際、ワースはイゴールが邪魔になると考え、彼の死体を置き去りにする。しかしながらイゴールは死んでおらず、12年後のニューヨークに現れ、新たに蝋人形館を開く。火事で手足が利かなくなったので、新しく蝋人形を作るのは、彼の助手たちである。
その頃、記者フローレンス・デンプシーは編集長であるジム（フランク・マックハー）から、ジョアン・ゲイル（モニカ・バニスター）という名のモデルの自殺について調査するよう命じられる。このとき、醜い怪物が霊安室から彼女の遺体を盗んだ。捜査官が遺体の盗難に気づいた際、彼らは殺人を疑った。ジョージ・ウィントン（ギャビン・ゴードン）という大物工場経営者の息子の指紋が検出されるが、彼が投獄された後、フローレンスは別の考えを持っていた。
フローレンスのルームメイトであるシャーロット・ダンカン（フェイ・レイ）の婚約者であるラルフ（アレン・ビンセント）はイゴールが新しく開いた蝋人形館で働いている。フローレンスが蝋人形館を訪れたとき、ジャンヌ・ダルクの蝋人形が亡くなったモデルに薄気味悪いほど似ていることに気づく。その頃、イゴールはシャーロットを見かけ、かつて自分がロンドンで運営していた蝋人形館にあった自分のお気に入りのマリー・アントワネットの蝋人形に似ていると言う。
イゴールは幾人かのいかがわしい人物―麻薬中毒者のダーシー教授（アーサー・エドマンド・キャレウェ）と耳が聞こえず口の利けないヒューゴー（マシュー・ベッツ）―を雇う。同じ頃、ダーシー教授は、まだ生きていて酒の密売業者をしているジョー・ワースの元でも働いていた。ウィントンもまた、彼から酒を買っていた。
ワースが密造酒を置いている古い家を調べ、フローレンスは怪物が蝋人形館と関係があることを突き止めるが、ジョアン・ゲイルの遺体の消失への手がかりを突き止めることができずにいた。その時ダーシーは家から飛び出すところ見つかり、警察に捕まる。署に連れてこられた際、彼は麻薬が切れて取り乱し、「イゴールが真犯人で、彼が人を殺しては遺体を盗み、生きているような人形を作るために遺体を蝋に浸けている」と告白する。
シャーロットは、蝋人形館にいるラルフに会いに行くが、イゴールの罠にはまってしまう。彼女が館から出ようとした際、イゴールの顔を叩いてしまい、彼が自分で作った蝋の仮面が壊れ、その下からひどく傷だらけの醜い顔があらわれる。その顔を見てショックを受ける彼女に対し、イゴールは、ジョー・ワースの死体を見せた。シャーロットが気絶した後、イゴールは彼女が蝋に浸かったとき失われたマリー・アントワネットになるのを楽しみにしながら、彼女をしっかり縛って机の上に置く。ちょうどそこへフローレンスが警官を連れて蝋人形館にやってきて、シャーロットは助けられるが、イゴールは射殺されて巨大な蝋の桶の中へ落ちてしまう。
フローレンスが事件の報告を終えた後、ジムが彼女に告白をする。金（ウィントン）か幸福（ジム）かの究極の選択を迫られた彼女は、幸福を選ぶ。

## キャスト
- ライオネル・アトウィル：イワン・イゴール
- フェイ・レイ：シャーロット・ダンカン
- グレンダ・ファレル：フローレンス・デンプシー
- フランク・マックハー：ジム
- アレン・ビンセント：ラルフ・バートン
- エドウィン・マクスウェル：ジョー・ワース
- ホームズ・ハーバート：ラムセン医師
- クロード・キング：ガラタリン氏
- アーサー・エドモンド・キャラウェ：ダーシー・スパロウ教授
- トマス・E・ジャクソン：探偵
- デウィット・ジニングス：巡査長
- マシュー・ベッツ：ヒューゴー
- モニカ・バニスター：ジョアン・ゲイル

## 製作
この映画は、チャールズ・ベルデン作の未公開の三人芝居である戯曲『The Wax Works』を基にしており、1930年にベルデンが映画用脚本を書き始めた後、ワーナー・ブラザースが脚本を買った。1932年にホラー映画『ドクターX』の成功を受け、フェイ・レイ、ライオネル・アトウィル、アーサー・エドモンド・キャラウェといった、その映画に出た俳優のうちの何人かが、この映画にも出演している。
この映画は、映像のキメを取って色と透明度を与えるテクニカラー技法をワーナーブラザースが試用した、3番目にして最後の映画である。この進歩した技術は1931年に『The Runaround』という映画の中で使用され、1931年末にワーナーブラザース内でカラー・リバイブルを起こしたが、世間からは不評を買ったためにスタジオは1932年末にカラー映画制作の計画を取りやめた。その結果、この映画は大手スタジオで作られた最後の二色式テクニカラー映画になってしまった。会社との契約を果たすためのシステムにおける、光の反射を抑えた色彩を作る赤と緑の組み合わせによる撮影が行われたが、撮影技師の信用において結果は正確でなければ喜ばしいものだった。
似たようなあらすじが、オーソン・ウェルズのヒット作であるラジオミステリードラマ『ザ・シャドウ』の第1話にも使われている。タイトルは『The Murders In Wax』で、初回放送は1938年7月24日だった。
この映画のリメイクに、アンドレ・デ・トスが1953年に製作し、ヴィンセント・プライスが主演した『肉の蝋人形』がある。オリジナル版はミステリー要素が強かったのに対し、リメイク版はホラー要素に焦点を置いていた。しかしながら、この2つには共通したテーマがあった。オリジナル版は初期の二色式テクニカラーを使い、リメイク版は3Dとステレオ音声という2つのテクノロジーを使っていた。
2005年には『蝋人形の館』という映画が公開されたが、最初のベルデンの脚本とは何の関係もない。
この映画のフィルムは消失し、一度は失われたものと思われていた。テクニカラーのネガや陽画が手に入らず、少し使われたのが見つかっただけ幸いだったが、完全なフィルムがジャック・L・ワーナーの私的な貯蔵室の中から見つかった。1980年代にはUCLAフィルムアンドテレビジョンアーカイブが見つかったフィルムを復元したが、2004年にワーナー・ブラザースがDVDをリリースした際には映画の多くの部分で緑よりも青を多用した。
多く使われた現代ゴシック建物セットが評価されており、初期の色使いや1930年初期のホラーサイクルにおけるランドマークとなっている。